# Sycon natalense
Sycon natalense är en svampdjursart som beskrevs av Borojevic 1967. Sycon natalense ingår i släktet Sycon och familjen Sycettidae.
Artens utbredningsområde är havet utanför Sydafrika. Inga underarter finns listade i Catalogue of Life.